# Humberto Canto Echeverría
Humberto Canto Echeverría (1896 - 1967) fue un ingeniero y político mexicano, nacido y fallecido en Mérida, Yucatán. Fue gobernador de Yucatán de 1938 a 1942 salvo un brevísimo periodo en 1940, en que fue sustituido interinamente por  Rafael Lugo Gruintal, Laureano Cardoz Ruz y por Santiago Burgos Brito.

## Datos biográficos
Fue miembro del Partido Socialista del Sureste desde la fundación del partido. En 1931 fue administrador fundador del Diario del Sureste, periódico que creó el gobierno de Yucatán durante la gestión del gobernador Bartolomé García Correa, con la intención de contrarrestar la influencia creciente del Diario de Yucatán. Fue también director de la oficina del Catastro del gobierno estatal y más tarde jefe del departamento de obras públicas. También fue director de la Facultad de Ingeniería de la Universidad de Yucatán y profesor de Agrimensura en la propia facultad.
En 1937 fue postulado por el Partido de la Revolución Mexicana como candidato al gobierno del estado. Tomó posesión de la gobernatura el 1 de febrero de 1938. Esta postulación se dio durante el proceso de la expropiación henequenara realizada a partir del decreto presidencial emitido por el general Lázaro Cárdenas del Río en agosto de 1937 y por tanto su campaña como su gestión como gobernador al salir triunfante en las elecciones de 1938, fueron marcadas por una relación tensa con los líderes naturales del campesinado beneficiario de la expropiación, como Arsenio Lara, que presidía el Comité de Defensa Ejidal y quien fue su acérrimo adversario político.
Las fricciones que se generaron, hicieron finalmente que el gobernador Canto Echeverría, el 9 de julio de 1940, desde la Ciudad de México donde había ido para entrevistarse con el presidente de Lázaro Cárdenas, solicitara licencia indefinida al cargo de gobernador, dando paso por breves días a la designación de Laureano Cardoz Ruz como gobernador interino. Finalmente Canto Echeverría fue presionado desde la capital para reasumir su encargo de jefe del poder ejecutivo en Yucatán, cosa que hizo el 22 de agosto del mismo año, gobernando hasta el final de su periodo de cuatro años, en enero de 1942.
Durante la administración de Canto Echeverría se inauguró la instalación deportiva denominada estadio Salvador Alvarado, funcional hasta la fecha en la ciudad de Mérida. También se promulgó el estatuto jurídico de los trabajadores al servicio del estado en Yucatán. Asimismo, se instauró el denominado Gran Ejido que fue eje, a partir de entonces de la actividad agrícola en la industria henequenera en Yucatán.